# Frankfurt Grand Prix 1980
Il Frankfurt Grand Prix 1980 è stato un torneo di tennis giocato sintetico indoor. È stata la 1ª edizione del torneo, che fa parte del Volvo Grand Prix 1980. Si è giocato a Francoforte in Germania dal 17 al 23 marzo 1980.

## Campioni

### Singolare maschile
Stan Smith ha battuto in finale  Johan Kriek con il punteggio di 2–6, 7–6, 6–2

### Doppio maschile
Vijay Amritraj /  Stan Smith hanno battuto in finale  Andrew Pattison /  Butch Walts con il punteggio di 6–7, 6–2, 6–2